# Ny Højen
Ny Højen er en lille by i Sydjylland med 733 indbyggere  (2024). Ny Højen er beliggende syv kilometer syd for Vejle og 21 kilometer nord for Kolding. Byen tilhører Vejle Kommune og er beliggende i Region Syddanmark.
Den hører til Højen Sogn, og Højen Kirke samt Højen Skole ligger i byen.